# Stazione di Portomaggiore
Stazione di Portomaggiore vasútállomás Olaszországban, Portomaggiore településen.

## Vasútvonalak
Az állomást az alábbi vasútvonalak érintik:
- Ferrara–Rimini-vasútvonal
- Bologna–Portomaggiore-vasútvonal
- Portomaggiore–Dogato-vasútvonal

## Kapcsolódó állomások
A vasútállomáshoz az alábbi állomások vannak a legközelebb:
- Stazione di Argenta (Stazione di Rimini, Ferrara–Rimini-vasútvonal)
- Stazione di Montesanto (Stazione di Ferrara, Ferrara–Rimini-vasútvonal)
- Stazione di Consandolo (Stazione di Bologna Centrale, Bologna–Portomaggiore-vasútvonal)
- Verginese railway station (Stazione di Dogato, Portomaggiore–Dogato-vasútvonal)